# 石沱镇
石沱镇，是中华人民共和国重庆市涪陵区下辖的一个乡镇级行政单位。

## 行政区划
石沱镇下辖以下地区：
团结社区、梧桐村、三窍村、千秋村、酒井村、光明村、歇凉村、烈火村、天府村、青春村、富广村、长益村、大山村和太和村。